# Kadent Noss
Kadant Noss AB är ett svenskt dotterföretag till ett amerikanskt verkstadsföretag, med säte i Norrköping.
Det tidigare familjeföretaget Noss AB tillverkade utrustning till pappers- och cellulosaindustrin. Det övertog 1966 fabrikslokaler i kvarteret Vulkan norr om Norrköpings innerstad av AB International Harvester, vilka i sin tur till 1877–1905 innehades av Mekaniska verkstaden Vulcan och 1875–77 av Norrköpings Mekaniska Verkstad. Noss industriella verksamhet övertogs 2013 av det amerikanska verkstadsföretaget Kadant Inc. och drivs under namnet Kadant.Noss AB. Maskintillverkningen flyttades samma år till Kina, medan utveckling, samt tillverkning av produkter i plast, fortsatte att vara lokaliserad i Norrköping. 
Kadant Noss AB hade 40 anställda i slutet av 2013 och 21 anställda i slutet av 2014. 
Det tidigare Noss AB omvandlades till fastighetsbolaget Vulcania AB, som äger och förvaltar Noss AB:s tidigare industrifastighet.